# Pinalia longlingensis
Pinalia longlingensis är en orkidéart som först beskrevs av Sing Chi Chen, och fick sitt nu gällande namn av Sing Chi Chen och Jeffrey James Wood. Pinalia longlingensis ingår i släktet Pinalia och familjen orkidéer. Inga underarter finns listade i Catalogue of Life.